# カザフスタン陸軍
カザフスタン陸軍（カザフスタンりくぐん、カザフ語: Қазақстан Республикасының Құрлық әскерлері、ロシア語: Сухопутные войска Республики Казахстан、英語: Kazakh Ground Forces）とはカザフスタンが保有するカザフスタン共和国軍の陸軍組織。

## 概要
カザフスタン共和国の成立に伴い、旧ソ連地上軍のトルキスタン軍管区第32軍の装備を引き継ぐ形で創設された。
1990年代前半には、推定25,000名の人員と1,100両の戦車、2,200両の装甲戦闘車両、1,850門の火砲・ロケット砲を保有し、さらに野外保管基地に2,680両の戦車、2,428両の装甲戦闘車両、6,900門の砲を保管していたとされるが、2023年時点では、20,000名の人員と350両の戦車、1,000両以下の装甲戦闘車両、490門の火砲・ロケット砲にまで縮小している。装備の大部分は旧ソ連製だが、アメリカ・トルコ・イスラエル製の装備も導入されている。
カザフスタン陸軍は空挺部隊の戦力が充実しており、空中機動軍と呼ばれる空挺部隊に4個空挺旅団を有している。このほか、2個機甲旅団、2個機械化歩兵旅団、1個襲撃旅団、1個海兵旅団、1個歩兵連隊（平和維持活動任務）、3個砲兵旅団、3個工兵旅団を有する。
職業軍人と徴兵で構成されており、徴兵期間は12ヶ月。

## 歴史
ロシア帝国・ソ連時代はトルキスタン軍管区の管理下に置かれていた。1991年のソ連崩壊に伴いカザフスタン共和国が独立した。1992年5月7日、トルキスタン軍管区から継承してカザフスタン共和国軍を設立。1993年に4月9日にカザフスタン陸軍を設立した。

## 装備

### 小火器
- マカロフ PM[4][注釈 1]
- PSM[4][注釈 1]
- スチェッキン・マシンピストル
- AK-47
- AKM[4][注釈 1]
- AK-74[4][注釈 1]
- AKS-74U[4][注釈 1]
- ベレッタ ARX160
- RPK-74[4][注釈 1]
- PK[4][注釈 1]
- DShK[4][注釈 1]
- NSV[4][注釈 1]
- ドラグノフ狙撃銃[4][注釈 1]
- RPG-7[4][注釈 1]

### 装甲車両
- T-72BA 主力戦車 ×350両[3]
- BMP-T 装甲戦闘車 ×3両[3]
- BRDM-2 装甲偵察車 ×40両[3]
- BRM-1 装甲偵察車 ×60両[3]
- BMP-2 歩兵戦闘車 ×280両[3]
- BTR-80A 歩兵戦闘車 ×70両[3]
- BTR-82A 歩兵戦闘車 ×63両[3]
- MT-LB 装甲兵員輸送車 ×50両[3]
- BTR-3E 装甲兵員輸送車 ×2両[3]
- BTR-80 装甲兵員輸送車 ×150両[3]
- アルラン 軽装甲車 ×138両[3]
- コブラ 軽装甲車 ×17両[3]
- サンドキャット 軽装甲車[3] ×推定20両[5][注釈 2]
- MT-LB 装甲工兵車 ×不詳[3]

### 対戦車兵器
- 9P149 対戦車車両 ×6両[3]
- 装甲型ハンヴィー（9K111-1対戦車ミサイル搭載） 対戦車車両[1] ×推定40両[5][注釈 2]
- 9K111 対戦車ミサイル[3]
- 9K111-1 対戦車ミサイル[3]
- 9K115 対戦車ミサイル[3]
- MT-12 対戦車砲 ×20門[3]

### 火砲・ロケット砲
- BM-21 グラート 自走多連装ロケット砲 ×80両[3]
- TOS-1A 自走多連装ロケット砲 ×3両[3]
- BM-30 スメルチ 自走多連装ロケット砲 ×6両[3]
- リンクス 自走多連装ロケット砲 ×18両[3]
- 2S1 グヴォズジーカ 122mm自走榴弾砲 ×60両[3]
- Semser 122mm自走榴弾砲 ×6両[3]
- 2S3M アカーツィヤ 152mm自走榴弾砲 ×60両[3]
- D-30 122mm榴弾砲 ×100門[3]
- 2A65 ムスタ-B 152mm榴弾砲 ×70門[3]
- D-20 152mm榴弾砲 ×24門[3]
- Cardom 120mm自走迫撃砲 ×18両[3]
- BM-43 82mm迫撃砲[4][注釈 1]
- 2B9 82mm迫撃砲[4][注釈 1]
- 2B11 120mm迫撃砲[4] ×45門[3]

### 弾道ミサイル
- 9K79 トーチカ ×12両[3]